# James Hewitt (musicien)
Pour les articles homonymes, voir James Hewitt.
James Hewitt  (Dartmoor, 4 juin 1770- Boston, 2 août 1827) est un compositeur, éditeur, violoniste et organiste américain d'origine anglaise, établi aux États-Unis. Il fut un des acteurs importants de la vie musicale américaine à la fin du XVIIIe siècle et au début du XIXe siècle.

## Biographie
Né à Dartmoor en Angleterre le 4 juin 1770 peu d'éléments sont connus sur son parcours avant son départ pour l'Amérique. Il est d'abord violoniste, et aurait joué dans l'orchestre de la cour d'Angleterre et dans le Astley's circus orchestra. En 1792 il quitte son pays pour s'établir à New York où il participe activement à la vie musicale. Avec d'autres musiciens, il donne des concerts, devient directeur du Park Street Theater et enseigne aussi la musique. En 1794 il compose pour la Old American Company le premier opéra donné en représentation aux États-Unis intitulé Tammany du nom de la  Tammany Society un groupe politique anti fédéraliste. Une autre œuvre le fait connaître, il s'agit d'une sonate pour pianoforte intitulée La Bataille de Trenton qui évoque un combat de la guerre d'indépendance et est dédiée à George Washington. En 1811 il s'installe à Boston, devient organiste au Trinity Church, et édite de la musique européenne et ses propres compositions. Il meurt dans cette ville le 2 août 1827. Marié à Sophia Henrietta Hewitt Ostineli, pianiste et chanteuse, il eut trois fils qui firent carrière dans la musique : John Hill Hewitt (1801-1890) fut lui aussi compositeur, James Lang Hewitt fut éditeur de musique et George Washington Hewitt fut professeur.

## Œuvres
Son œuvre musicale comprend des musiques scénique, des ballets, des ouvertures pour orchestre, de la musique religieuse des mélodies et des pièces pour piano et orgue